# Cohors I Menapiorum
La Cohors I Menapiorum fue una unidad de auxilia de infantería del ejército del Imperio Romano del tipo cohors quinquagenaria peditata, cuya existencia está constatada desde los últimos años del siglo I hasta mediados del siglo II.

## Reclutamiento e historia

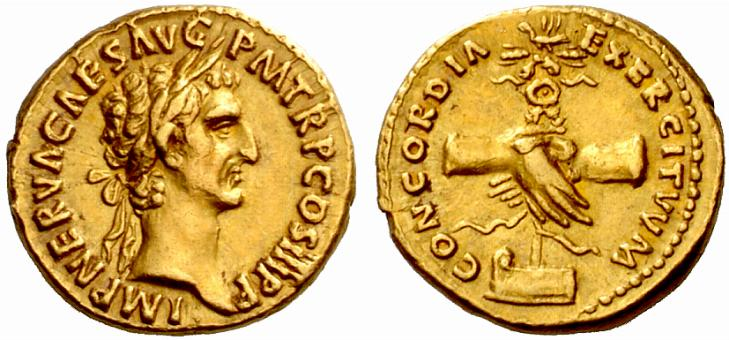
Áureo con dos manos enlazadas en torno a un aquila legionaria con la leyenda concordia exercitum emitido en 97 por el emperador Nerva, quien ordenó el reclutamiento de la Cohors I Menapiorum Nautarum

La unidad fue reclutada de entre el pueblo de origen germano Menapii de la Gallia Belgica en 97 por orden del emperador Nerva y destinada a la provincia romana de Britannia para reforzar la guarnición de esta isla, cuya población celta estaba en estado de revuelta casi permanente. Se desconoce dónde estuvo de guarnición y sólo un ladrillo con figlina dudosa procedente de Vindolanda (Chesterholm, Gran Bretaña) indica que colaboró en la construcción de este importante castellum.
Su asignación a la guarnición de Britannia esta atestiguada por tres diplomata militaris datados bajo el imperio de Adriano:
- 17 de julio de 122.[3]

- 16 de septiembre de 124.[4]

- 14 de abril de 135,[5] que añade el epíteto Nautarum (los navegantes) al apelativo étnico de la unidad, señalando el carácter marinero de los menapios, que vivían sobre las costas del Mar del Norte y, posiblemente, armaban buena parte de los barcos mercantes que comerciaban entre la Gallia y Britannia.

Durante estos años, la unidad debió participar en las operaciones militares y tareas de ingeniería ordenadas por Adriano para defender el norte de Britannia, mediante la construcción del Muro de Adriano.
El último testimonio sobre esta cohorte es el último diploma militaris de 135, por lo que la unidad debió ser destruida durante la primera de las rebeliones protagonizadas por los brigantes bajo el imperio de Antonino Pío, que culminaron con la construcción del Muro de Antonino.